# Miravtsi
Miravtsi (en macédonien Миравци) est un village du sud-est de la Macédoine du Nord, situé dans la municipalité de Guevgueliya. Le village comptait 1647 habitants en 2002.

## Démographie
Lors du recensement de 2002, le village comptait :
- Macédoniens : 1 641
- Serbes : 5
- Autres : 1